# Туппурайнен, Тютти
Тютти Йоханна Туппурайнен (фин. Tytti Johanna Tuppurainen; род. 18 февраля 1976, Оулу) — финский политический и государственный деятель. Председатель парламентской фракции Социал-демократической партии с 2023 года. Депутат эдускунты (парламента) от избирательного округа Оулу с 2011 года. В прошлом — министр по делам Европы и управления собственностью (2019—2023).

## Биография
Родилась 18 февраля 1976 года в Оулу. Окончила Университет Оулу.
Избрана депутатом эдускунты на парламентских выборах 17 апреля 2011 года. Переизбрана на парламентских выборах 19 апреля 2015 и 14 апреля 2019 года. 
На муниципальных выборах 28 октября 2012 года избрана в городской совет Оулу. Переизбрана на муниципальных выборах 9 апреля 2017 года.
Получила портфель министра по делам Европы в кабинете Ринне, сформированном 6 июня 2019 года, а 10 декабря — портфель министра по делам Европы и управления собственностью в кабинете Марин, сформированном 10 декабря 2019 года. 20 июня 2023 года правительство Марин ушло в отставку.
Переизбрана на парламентских выборах 2 апреля 2023 года. С 28 июня — член Комитета по иностранным делам. С 7 сентября — председатель парламентской фракции Социал-демократической партии.